# Hollywood Undead
Hollywood Undead este o formație rap rock americană din Los Angeles, California. Înființată în 2005, și-au lansat albumul de debut, “Swan Songs“, pe 2 septembrie 2008, și CD/DVD-ul live “Desperate Measures“, pe 10 noiembrie 2009. Pe 5 aprilie 2011 și-au lansat al doilea album de studio, “American Tragedy”, pe care se află și single-urile “Hear Me Now“, “Comin’ in Hot” și “Been to Hell“. În ianuarie 2013 trupa și-a lansat cel de-al treilea album "Notes from the Underground" Toți membrii trupei utilizează pseudonime și poartă propriile lor măști unice, inspirate după măștile americane de hokey. Membrii trupei, în prezent, sunt Charlie Scene, Danny, Funny Man, J-Dog și Johnny 3 Tears. Trupa a vândut până în prezent peste 5 milioane de albume, iar în ianuarie 2013 a primit de la Recording Industry Association of America discul de platină pentru albumul “Swan Songs“ care a depășit astfel pragul de un milion de unități vândute în întreaga lume.

## Nume și apariții

### Nume
Fiecare membru are un nume scenic propriu, fiecare dintre acestea având un motiv , fiind alese după propriile preferințe:
- J-Dog: De la inițialele numelui său adevărat 'Jorel Decker'.
- Johnny 3 Tears: Johnny e un nume ce-i place, iar 3 Tears denumirea trupei a cărui membru a fost el înainte de Hollywood Undead.
- Charlie Scene: O imitare către Charlie Sheen pentru a crea confuzii
- Funny Man: Meant to be ironic. As Charlie Scene explained in the Desperate Measures interviews, Alvarez was given the name because "he was so un-funny, it was funny"
- Da Kurlzz: Datorită părului său cârlionțat
- Danny: Numele său real
- Deuce: Prescurtare fonetică de la 'Tha Producer', el fiind producătorul formației.
- Shady Jeff: Numele său real e Jeff

## Membrii trupei
| Componența actuală | Componența actuală |
| --- | --- |
| - J-Dog (Jorel Decker) — voce, clape, chitară ritmică, scream (2005-prezent); chitară bas (din 2011). - Charlie Scene a.k.a Charles P. Scene sau Charlie Peters Scene (Jordon Terrell) — chitară, voce, scream (2005-prezent). - Johnny 3 Tears a.k.a. The Server (George Ragan) — voce, scream (2005-prezent). - Funny Man a.k.a. King Kong (Dylan Alvarez) — voce (2005-prezent). - Danny (Daniel Murillo) — voce, chitară ritmică, clape (2009-prezent). | |
| Foști membri | Membri de sesiuni |
| - Deuce a.k.a. The Producer (Aron Erlichman) — voce, chitară bas (2005—2009). - Shady Jeff (Jeff Philips) — voce (2005—2007). - Matthew "Da Kurlzz" Busek– voce, tobe, percutie (2005–2017) | - Biscuts (Glendon Crane) — tobe (2008—2010) - Daren Pfeifer — tobe, percuție (2010-2014). - Tyler Mahurin – tobe, percutie (2014–present) |

## Premii și nominalizări
| Anul | Nominalizat                       | Categoria                                      | Rezultat | Loc |
| ---- | --------------------------------- | ---------------------------------------------- | -------- | --- |
| 2009 | Hollywood Undead                  | Rock On Request: Top Crunk/Rock-rap Band       | Câștigat | 1   |
| 2011 | «Been to Hell»                    | AOL Radio: Top 10 Rock Songs of 2011           | Câștigat | 5   |
| 2011 | «Levitate (Digital Dog Club mix)» | WGRD’s 2011 Favorite Listener Band of The Year | Câștigat | 1   |

## Discografie

### Albume
| 2008 : Swan Songs Undead Sell Your Soul Everywhere I Go No Other Place No. 5 Young Black Dahlia This Love, This Hate Bottle And A Gun California City The Diary Pimpin' Paradise Lost |

| 2011 : American Tragedy "Been to Hell" 3:23 "Apologize" 3:27 "Comin' in Hot" 3:43 "My Town" 3:36 "I Don't Wanna Die" 3:59 "Hear Me Now" 3:34 "Gangsta Sexy" 3:54 "Glory" 3:34 "Lights Out" 3:51 "Coming Back Down" 3:23 "Bullet" 3:18 "Levitate" 3:24 "Pour Me" 4:03 "Tendencies" 3:32 Deluxe Edition "Mother Murder" 4:10 "Lump Ya Head" 3:37 "Le Deux" 3:45 "S.C.A.V.A." 4:04 "Street Dreams" 4:04 |

| 2013 : Notes from the Underground "Dead Bite" "From The Ground" "Another Way Out" "Lion" "We Are" "Pigskin" "Rain" "Kill everyone" "Believe" "Up in smoke" "Outside" "Medicine" ( Deluxe Version ) "One More Bottle" ( Deluxe Version ) "Delish" ( Deluxe Version ) "I Am" ( Bonus Track ) "New Day" ( Bonus Track ) |

| 2015 : Day Of The Dead "Usual Suspects" "How We Roll" "Day Of The Dead" "War Child" "Dark Places" "Take Me Home" "Gravity" "Does Everybody In The World Have To Die" "Disease" "Party By Myself" "Live Forever" "Save Me" "Guzzle, Guzzle" ( Deluxe Version ) "I'll Be There" ( Deluxe Version ) "Let Go ( Deluxe Version ) |

### Compilations
| 2009 : Desperate Measures CD Dove And Grenade Tear It Up Shout At The Devil (Mötley Crüe cover) Immigrant Song (Led Zeppelin cover) Bad Town (Operation Ivy cover) El Urgencia Everywhere I Go (Castle Renholdër Remix) Undead (Live) Sell Your Soul (Live) California (Live) Black Dahlia (Live) Everywhere I Go (Live) No. 5 (Live) iTunes Bonus Track City (Live) DVD [vidéo] Intro/Undead Sell Your Soul Faking the Folk Bottle and a Gun What's in a Name? California First Time No Other Place City Favorite Paradise Lost Black Dahlia Young I Think I Just Puked My Soul Out Everywhere I Go Lovin' Da Kurlzz No. 5 |

| 2011 : American Tragedy Redux Levitate (Digital Dog club mix) Comin' in Hot ( Wideboys club mix) Apologize (Buffalo Bill "Die Young" remix) My Town (Andrew W.K. remix) Coming Back Down (Beatnick & K-Salaam remix) Hear Me Now (Jonathan Davis of KoЯn remix) I Don't Wanna Die (Borgore remix) Le Deux (Dr. Eargasm remix) Lights Out (The Juggernaut Vs. Obsidian remix) Been to Hell... and Back! (KMFDM remix) Piste bonus iTunes Bullet (Kay V remix) |

### EP
| 2006 : Hollywood Undead (Promotional Release) Undead ( originalement nommée ' Out The Way' ) Sell Your Soul California Dead In Ditches No. 5 ( originalement nommée ' Hollywood' ) City Young My Black Dahlia Bottle and a Gun Tear It Up Los Angeles The Natives Turn Off The Lights (feat. Jeffree Star) Everywhere I Go The Diary Paradise Lost ( originalement nommée ' His Dark Material' ) |

| 2009 : Swan Songs B-Sides EP Pain Knife Called Lust The Loss The Natives |

| 2010 : Swan Songs Rarities EP Bitches The Kids Circles |

| 2010 : Black Dahlia Remixes Black Dahlia (Buffalo Bill remix) Black Dahlia (Lo Fidelity Allstars remix) Black Dahlia (The Pharmacy remix) |

### Single-uri
| An   | Titlu           | Album                      |
| ---- | --------------- | -------------------------- |
| 2008 | No. 5           | Swan Songs                 |
| 2008 | Everywhere I Go | Swan Songs                 |
| 2008 | Undead          | Swan Songs                 |
| 2009 | Young           | Swan Songs                 |
| 2010 | Black Dahlia    | Swan Songs                 |
| 2010 | Hear Me Now     | American Tragedy           |
| 2011 | Been To Hell    | American Tragedy           |
| 2011 | Comin´In Hot    | American Tragedy           |
| 2011 | My Town         | American Tragedy           |
| 2013 | Dead Bite       | Notes From The Underground |
| 2013 | We Are          | Notes From The Underground |
| 2014 | Day Of The Dead | Day Of The Dead            |

### Clipuri
- No.5
- Undead
- No.5 (2009 version)
- Young
- Everywhere I go
- Hear me Now
- Been to Hell
- Comin in Hot
- Levitate
- We Are
- Dead Bite
- Day Of The Dead